# Zermeghedo
Zermeghedo település Olaszországban, Veneto régióban, Vicenza megyében. Lakosainak száma 1324 fő (2023. január 1.). Zermeghedo Montebello Vicentino, Montecchio Maggiore és Montorso Vicentino községekkel határos.

## Népesség
A település népességének változása:
| Lakosok száma | 1406 | 1393 | 1324 |
|               | 2017 | 2018 | 2023 |